# Rislidtjärnen (Degerfors socken, Västerbotten, 716301-166619)
Rislidtjärnen är en sjö i Vindelns kommun i Västerbotten och ingår i Umeälvens huvudavrinningsområde. Vid provfiske har abborre fångats i sjön.